# フレデリック・ポンソンビー (初代サイゾンビー男爵)
初代サイゾンビー男爵フレデリック・エドワード・グレイ・ポンソンビー（英: Frederick Edward Grey Ponsonby, 1st Baron Sysonby GCB GCVO PC、1867年9月16日 – 1935年10月20日）は、イギリスの軍人、貴族、廷臣。ヴィクトリア、エドワード7世、ジョージ5世の三代にわたり秘書官補を務めた。国王の私的支出の金庫番（国王手許金会計長官）も20年以上在任した。

## 生涯
廷臣サー・ヘンリー・ポンソンビーと妻メアリー・バルティールの息子に生まれる。生家のポンソンビー家は、アイルランド貴族のベスバラ伯爵家の分流にあたる家系である。父ヘンリーはヴィクトリア女王の側近であった廷臣で、国王手許金会計長官も務めた人物。長兄は陸軍少将となるジョン、弟はのち労働党の政治家となるアーサー（のち初代シュールブリードのポンソンビー男爵）。
ポンソンビーはイートン校を卒業後、グレナディアガーズ所属の陸軍少尉に任官した。謹厳実直な父と違って、軍人時代にはギャンブルで借金を重ねた。金欠のポンソンビーは1893年にインド総督（第9代エルギン伯爵ヴィクター・ブルース）の副官を引き受けた。
1894年、ポンソンビーはエルギン伯の副官を退任し、ヴィクトリア女王付の侍従武官に就任した。在任中、女王がポンソンビーにムンシー（女王お気に入りのインド人侍従）の身辺調査を頼んだことがあった。ムンシーは「自分は医者の息子」と主張していたが、ポンソンビーは女王に「刑務所ではたらく薬剤師の息子」と正直に告げた。この言葉に女王は大いに機嫌を損ね、これ以降しばらくポンソンビーと顔を会わせないようする程だったという。
ムンシーの一件以降、しばらく干されていたポンソンビーも女王即位60周年を機に忙しくなり、1897年に国王手許金会計副長官と秘書官補に就任した。以降、ポンソンビーは1901年まで副長官と秘書官補を務めた。
女王崩御後、エドワード7世が即位すると、ポンソンビーは留任した。この時期、宮廷を取りしきっていたのは国王側近のフランシス・ノウルズ国王秘書官で、ポンソンビーはノウルズの下で秘書官補を務めた。秘書官補時代のポンソンビーはエドワード7世が外遊する際、高齢のノウルズにかわって国王に随行したという。
ジョージ5世即位後（1914年）、国王は古参のポンソンビーを国王手許金会計長官に昇進させた。ただそのジョージ5世は、ポンソンビーのことを「古参のうるさ方（perpetual critic）」とみなしていたという。ポンソンビーは長官在任中、第一次世界大戦下のイギリス王室の財政引き締めをはかった。
宮廷以外では、1920年代ごろから文筆活動を始めている。1929年に故・ヴィクトリア・ドイツ皇后（女王ヴィクトリアの長女、元ドイツ皇帝ヴィルヘルム2世の母）の書簡集を出版した。近親者でもない者が王族の書簡を持っているのは異例中の異例ではあるが、ヴィクトリア皇后はポンソンビーの代母を務めた間柄であり、臨終間際のヴィクトリア皇后が自身の書簡を捨てられないようポンソンビーに託したという経緯があった。書簡にはヴィルヘルム2世が母を粗略に扱ってきたことが綴られているため、元皇帝は出版を差し止めようとし、ジョージ5世も事態を憂慮した。しかしポンソンビーは周囲の反対を無視して出版に踏み切っている。

1935年6月に連合王国貴族のサイゾンビー男爵に叙された。叙爵から4ヶ月足らずの10月20日、68歳で死去した。爵位は息子エドワードが継承した。

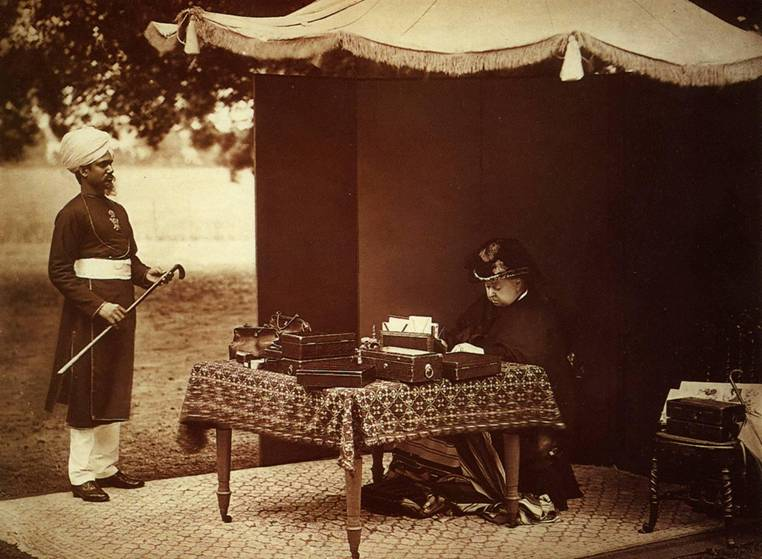
ヴィクトリア女王（右）に仕えるインド人侍従ムンシー（英語版）（左）を捉えた一枚（1893年）。
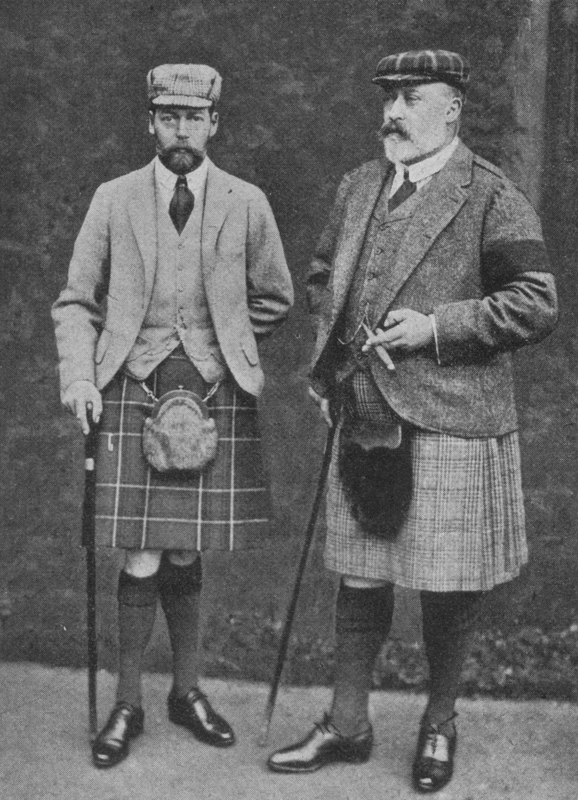
国王エドワード7世（右）とジョージ王太子（のちジョージ5世）1902年。
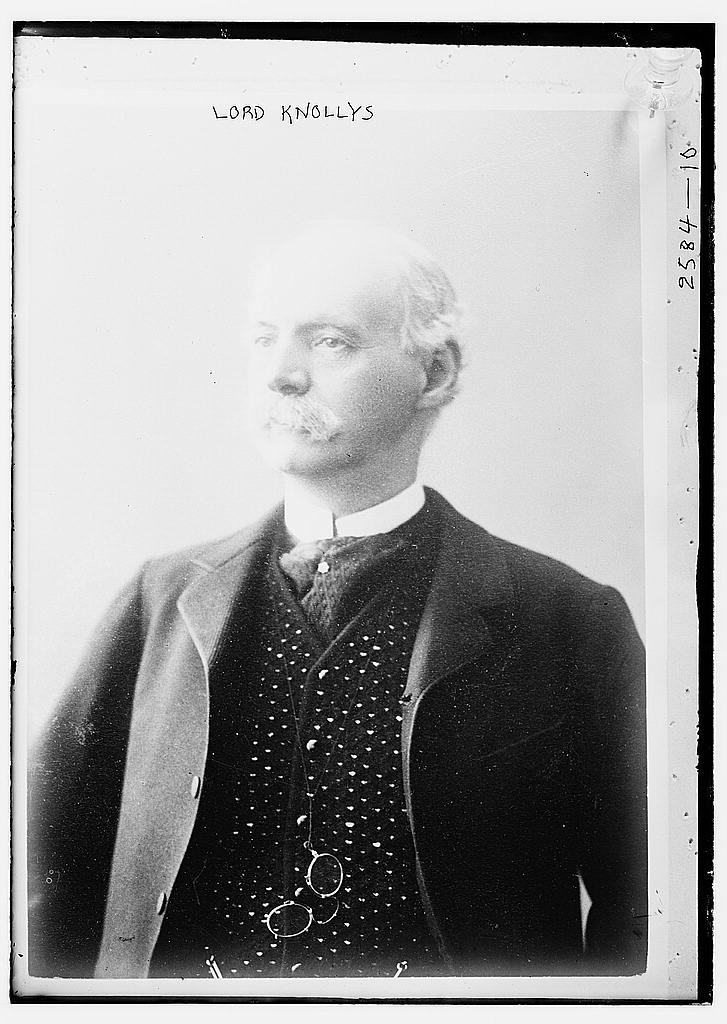
フランシス・ノウルズ国王秘書官（英語版）。ポンソンビーの上司。

## 逸話
ジョージ5世の息子ウィンザー公の回想によると、公が王太子時代に「王族の義務」について意見を求めたところ、ポンソンビーは王族と国民との距離が近すぎることの危険性を指摘した。王太子は「時代は変わりつつある」と反論したが、ポンソンビーは「王政にはつねに神秘の要素がなくてはなりません。…（中略）…もし、あなたがそれ（玉座）を民衆にまで降ろしてしまえば、神秘性と影響力は失われます。…」と冷徹に言ってのけたという。

## 栄典

### 勲章・その他
イギリス
- - バス勲章ナイト・グランド・クロス（GCB）[5]
- - ロイヤル・ヴィクトリア勲章ナイト・グランド・クロス（GCVO）[14]
- 枢密顧問官（PC）- 1914年[15]

### 爵位
1935年6月24日に以下の爵位を新規に叙された。
- 初代サリー州ワナーシュのサイゾンビー男爵（1st Baron Sysonby, of Wonersh in the County of Surrey） 
（勅許状による連合王国貴族爵位）

## 家族
1899年にヴィクトリア・ケナード（エドマンド・ケナード陸軍大佐の娘）と結婚し、一男一女をもうけた。
- （長女）ローリア・ポンソンビー（英語版）（1902年 - 1993年） - 第2代ウェストミンスター公爵ヒュー・グロヴナー（英語版）と結婚、子あり。
- （長男）エドワード・ポンソンビー（英語版）（1903年 - 1956年）- 第2代サイゾンビー男爵